# Loch Lubnaig
Loch Lubnaig (gälisch Loch Lùbnaig) ist ein kleiner Loch nahe Callander in der Council Area Stirling. Er liegt in der ehemaligen Grafschaft Perthshire.
Loch Lubnaig ist etwa 5 Kilometer lang und bis zu 44,5 Meter tief. Der See ist in den Raum zwischen Ben Ledi westlich des Sees und Ben Vorlich sowie Stùc a’ Chroin östlich des Sees eingebettet. Gespeist vom Balvag im Norden und im Süden in den River Leny, einen Nebenfluss des Teith, abfließend, erlaubt Loch Lubnaig das Angeln vom Ufer aus, während am nördlichen Ende Kanus ausgeliehen werden können.
Die Strecke der ehemaligen Callander and Oban Railway verläuft am westlichen Ufer des Lochs. Diese Strecke wurde mittlerweile in einen Teil der National Cycle Network’s „Route 7“ umgewandelt und erlaubt es, Radfahrern und Wanderern, neun Meilen zwischen Callander und Strathyre zu bereisen.
Der Name Lubnaig kommt aus dem Gälischen und bedeutet „krumm“.

## Weblinks

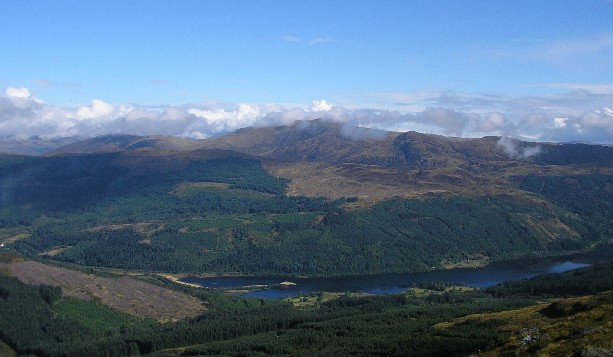
Ben Vorlich erhebt sich über Loch Lubnaig